# Supíkovice
Supíkovice (in polacco Supikowice, in tedesco Saubsdorf) è un comune della Repubblica Ceca facente parte del distretto di Jeseník, nella regione di Olomouc.